# Калоян (име)
Калоян е популярно в България име, което се превежда от гръцки като „Хубав Иван“ или „Хубав Йоан“. Празнува имен ден на 7 януари.Калоян става известно име в България след възкачването на цар Калоян на българския престол.     